# Scatophila
Scatophila är ett släkte av tvåvingar. Scatophila ingår i familjen vattenflugor.

## Dottertaxa tillScatophila, i alfabetisk ordning[1][2]
- Scatophila adamsi
- Scatophila arenaria
- Scatophila avida
- Scatophila bipiliaris
- Scatophila bisignata
- Scatophila carinata
- Scatophila caviceps
- Scatophila compta
- Scatophila conifera
- Scatophila contaminata
- Scatophila cribrata
- Scatophila despecta
- Scatophila disjuncta
- Scatophila eremita
- Scatophila exilis
- Scatophila facialis
- Scatophila farinae
- Scatophila fernandeziana
- Scatophila grisescens
- Scatophila hesperia
- Scatophila hirsuta
- Scatophila hirtirostris
- Scatophila iowana
- Scatophila medifemur
- Scatophila mesogramma
- Scatophila modesta
- Scatophila nilotica
- Scatophila noctula
- Scatophila ordinaria
- Scatophila parva
- Scatophila picta
- Scatophila planiceps
- Scatophila pulchra
- Scatophila quadriguttata
- Scatophila quadrilineata
- Scatophila quinquepunctata
- Scatophila rubribrunnea
- Scatophila sexmaculata
- Scatophila sicca
- Scatophila signata
- Scatophila stenoptera
- Scatophila tescola
- Scatophila tetra
- Scatophila unicornis
- Scatophila viridella